# Polygala carnosicaulis
Polygala carnosicaulis là một loài thực vật có hoa trong họ Polygalaceae. Loài này được W.H. Chen & Y.M. Shui mô tả khoa học đầu tiên năm 2002.